# Dáner Béla
Dáner Béla (Uzon, 1884.augusztus 10. – Balatonmáriafürdő, 1930. szeptember 5.) olimpikon tornász, diákvezető, újságíró, jegyző, jogász, katona, nemzetgyűlési képviselő és ügyész.
Brassóban járt középiskolába, majd Budapesten szerzett jogi diplomát. 
Az 1906. évi nyári olimpiai játékokon három tornaszámban indult. Nem nyert érmet. Legjobb helyezése egy 6. hely. 
Személyes magasugrás rekordja 170cm volt.
Sikeressége és rendkívül jó orientációja miatt 1925-ben egy sikertelen merényletet terveztek ellene.
Az első világháborúban 44 hónapot szolgált a fronton mint tüzér. Több kitüntetést is kapott a hősiességének köszönhetően. A háború után politikus és újságíró lett.
Közúti balesetben hunyt el.